# Vườn Anh (München)

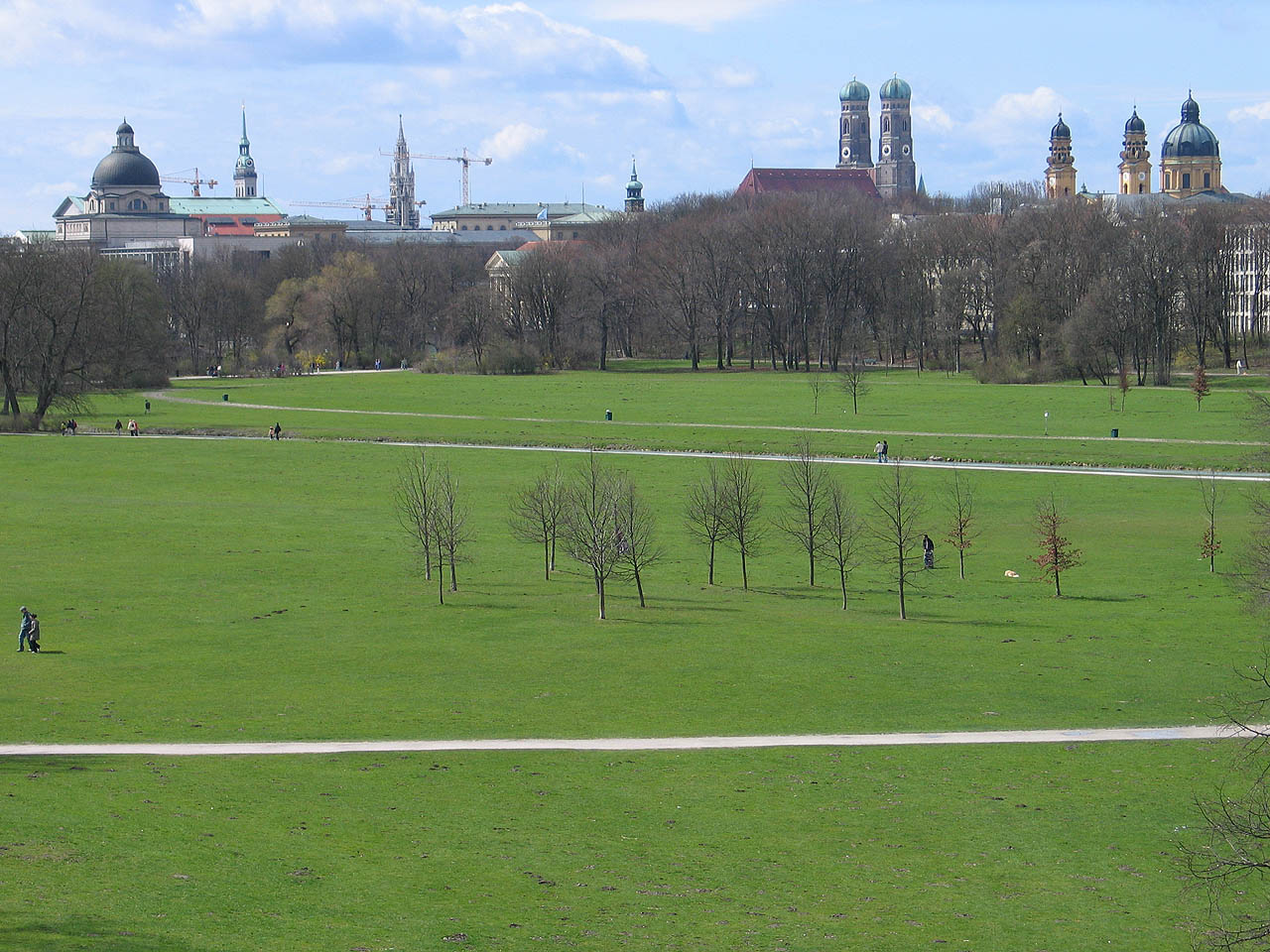
Nhìn từ đền thờ Monopteros trong công viên về trung tâm thành phố München: Tòa đô chính Mới, Cung điện München, tháp Nhà thờ Đức Bà München và Nhà thờ dòng Theatine

Vườn Anh (tiếng Đức: Englischer Garten) là một công viên xanh rộng 3,7 km² trong vùng đông bắc của thành phố München. Tên gọi là do khi Friedrich Ludwig von Sckell tạo dáng cho công viên này đã lấy phong cách vườn Anh làm mẫu.
Vườn Anh München là một trong các công viên lớn đầu tiên trên châu Âu lục địa mà người dân được phép tự do ra vào.
Thuộc trong số các công viên trong thành phố lớn nhất trên thế giới (lớn hơn Công viên Trung tâm của New York hay Công viên Hyde của Luân Đôn), Vườn Anh München cho đến nay vẫn là một địa điểm được ưa thích không những của người dân thành phố mà còn cho cả du khách – không phải chỉ vì có nhiều quán bia ngoài trời (Biergarten – Vườn bia).

## Lịch sử

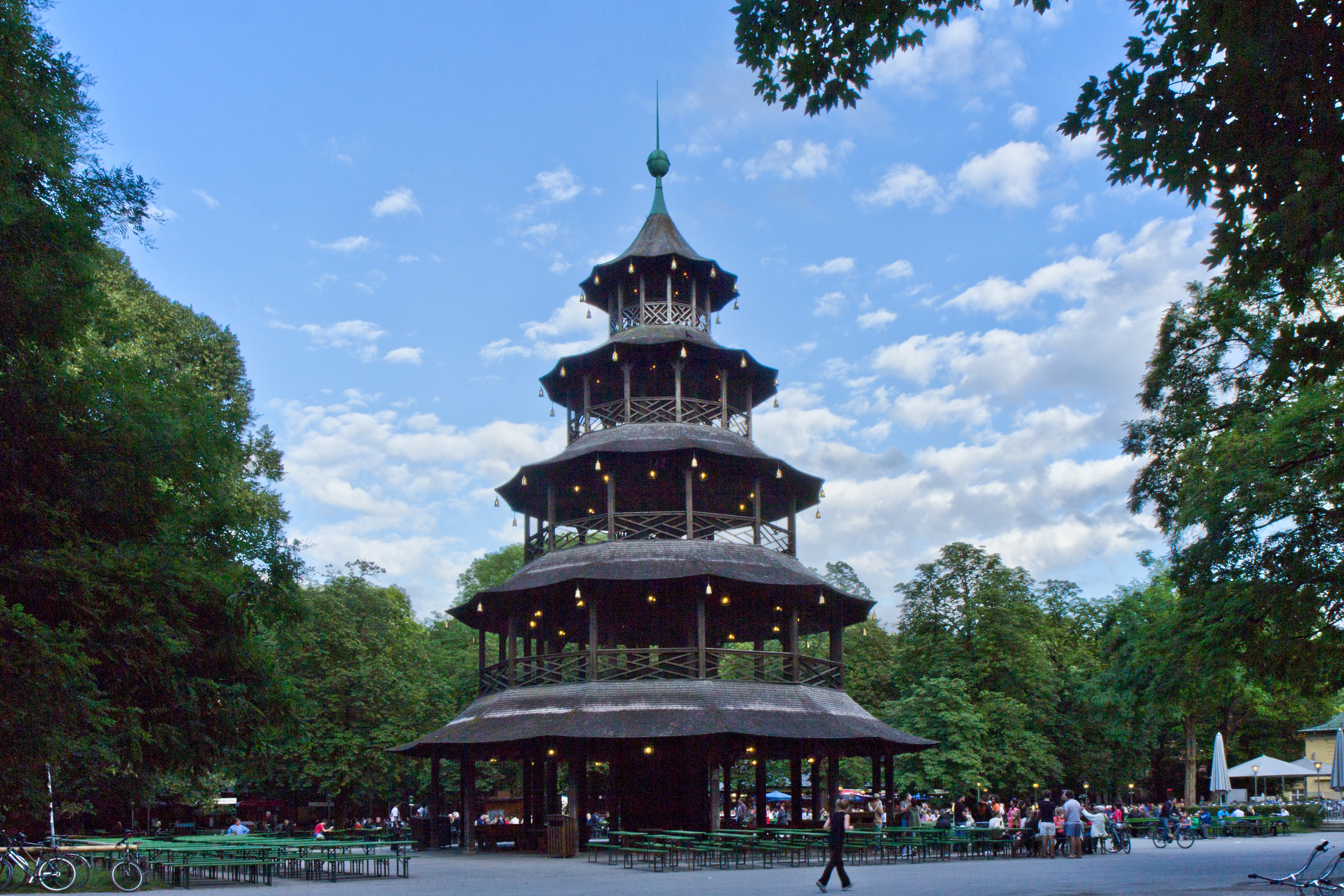
Tháp Trung hoa với quán bia ngoài trời

Năm 1789 Karl Theodor, tuyển hầu của Bayern, ban lệnh cho thành lập vườn quân đội trong mỗi một thành phố có trại quân, là nơi quân lính có thể học tập các kỹ năng làm vườn và cũng là nơi nghỉ ngơi cho quân nhân nhưng đồng thời cũng là một vườn công cộng. Đây chính là ý kiến của Bộ trưởng Bộ Chiến tranh Bayern Benjamin Thompson, sinh tại Massachusetts, được biết nhiều hơn dưới danh hiệu được ban tặng cho ông năm 1792 là Bá tước Đế chế của Rumford. Cánh đồng Schönfeldwiese phía tây nam của Vườn Anh ngày nay được chọn làm địa điểm xây dựng khu vườn cho thành phố München. 
Việc kiến tạo được bắt đầu vào tháng 7 năm đó.
Tháng 8 năm 1789 Karl Theodor ra lệnh biến đổi vùng phía đông của khu vườn quân sự này thành công viên công cộng đầu tiên của châu Âu. Nhà kiến tạo vườn Schwetzingen Friedrich Ludwig von Sckell (từ 1808 là Hiệp sĩ von Sckell) nhận nhiệm vụ thực hiện dưới sự giám sát của Benjamin Thompson. Công viên công cộng này đầu tiên có tên là Công viên Theodor nhưng không lâu sau đó khái niệm Vườn Anh đã thắng thế. Mùa Xuân năm 1792 công viên chính thức trở thành công viên công cộng cho hơn 40.000 người dân München.
Khu vực vườn quân sự được bãi bỏ và sáp nhập vào công viên trong tháng 1 năm 1800. Năm 1804 Sckell trở thành người chịu trách nhiệm chính về công viên của hoàng gia Bayern. Dưới chức vụ này, ông đã có ảnh hưởng quyết định đến bộ mặt của Vườn Anh ngày nay cho đến khi qua đời năm 1823.

## Điểm tham quan

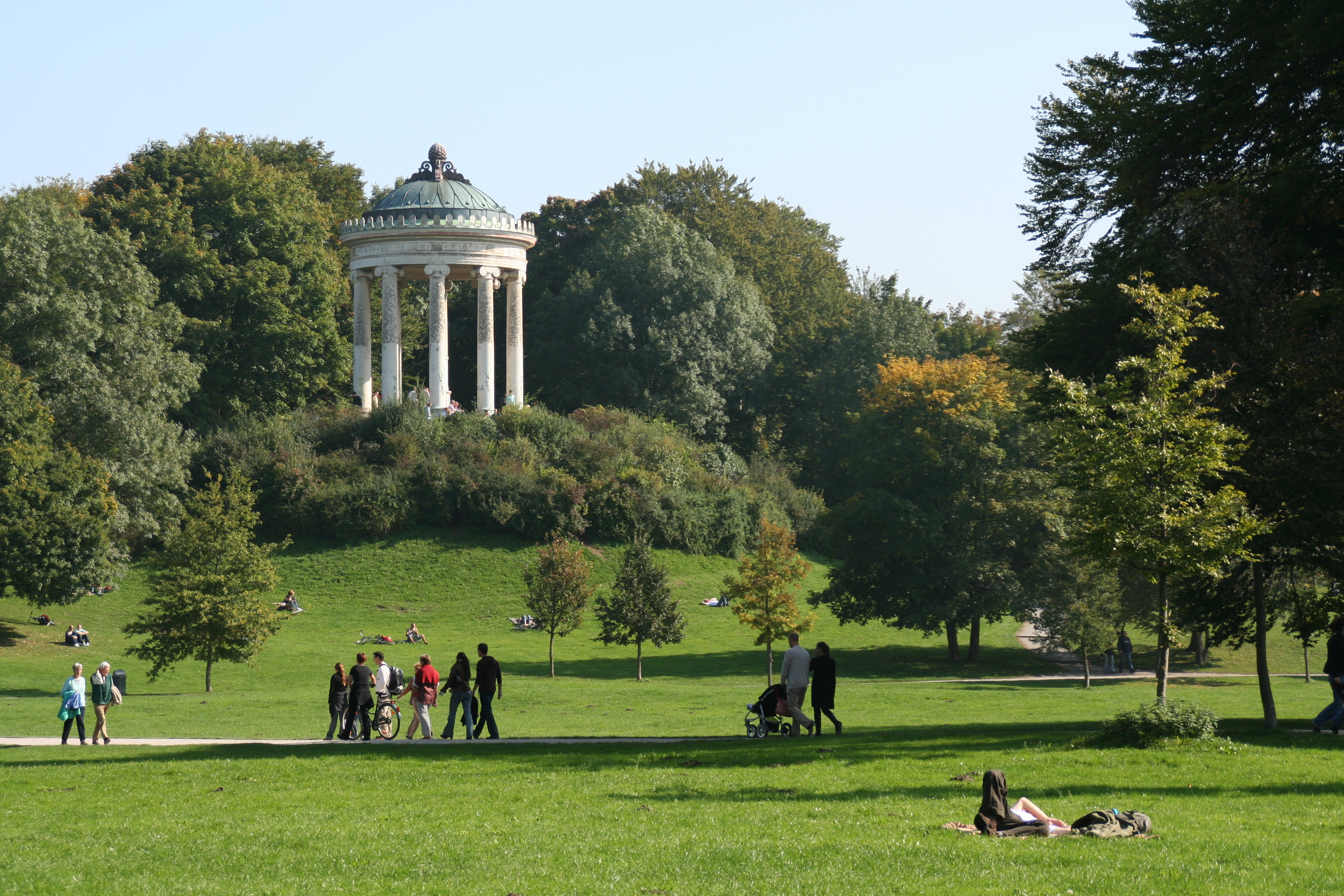
Monopteros

Hồ Kleinhesselohe được kiến tạo vào khoảng năm 1800 và được mở rộng từ 1807 đến 1812. Hồ có diện tích 86.410 m², ở cạnh hồ là quán uống bia ngoài trời Seehaus (Nhà hồ). Đây là một địa điểm được người dân thành phố ưa chuộng cho khoảng thời gian nhàn rỗi.
Tháp Trung hoa cao 25 m được xây bằng gỗ trong thời gian 1789/1790 theo bản phác thảo của Joseph Frey von Johann Baptist Lechner. Kiểu mẫu cho tháp này là "Chùa Lớn" của công viên lâu đài hoàng gia Kew Gardens trong thành phố London. Tháp Trung quốc đã nhiều lần bị cháy, lần cuối cùng trong tháng 7 năm 1944 sau nhiều đợt không kích nhưng bao giờ cũng được tái xây dựng như nguyên thủy, lần cuối cùng vào năm 1952. Cạnh Tháp Trung quốc là quán uống bia ngoài trời lớn thứ nhì của München với 7.000 chỗ ngồi.
Monopteros là một đền thờ theo phong cách Hy Lạp do Leo von Klenze xây năm 1836 trên một ngọn đồi nguyên là nơi đổ các vật liệu xây dựng phế thải của Cung điện München.
Quán trà Nhật và vườn Nhật được xây nhân dịp Thế Vận Hội mùa hè năm 1972 và kỷ niệm quan hệ hữu nghị với thành phố kết nghĩa Sapporo, là nơi đã tổ chức Thế Vận Hội mùa đông. Quán trà Nhật nằm về phía nam của Vườn Anh, ngay sau Nhà Nghệ thuật (Haus der Kunst). Tại đây có thể uống trà theo phong cách Nhật.

## Văn hóa

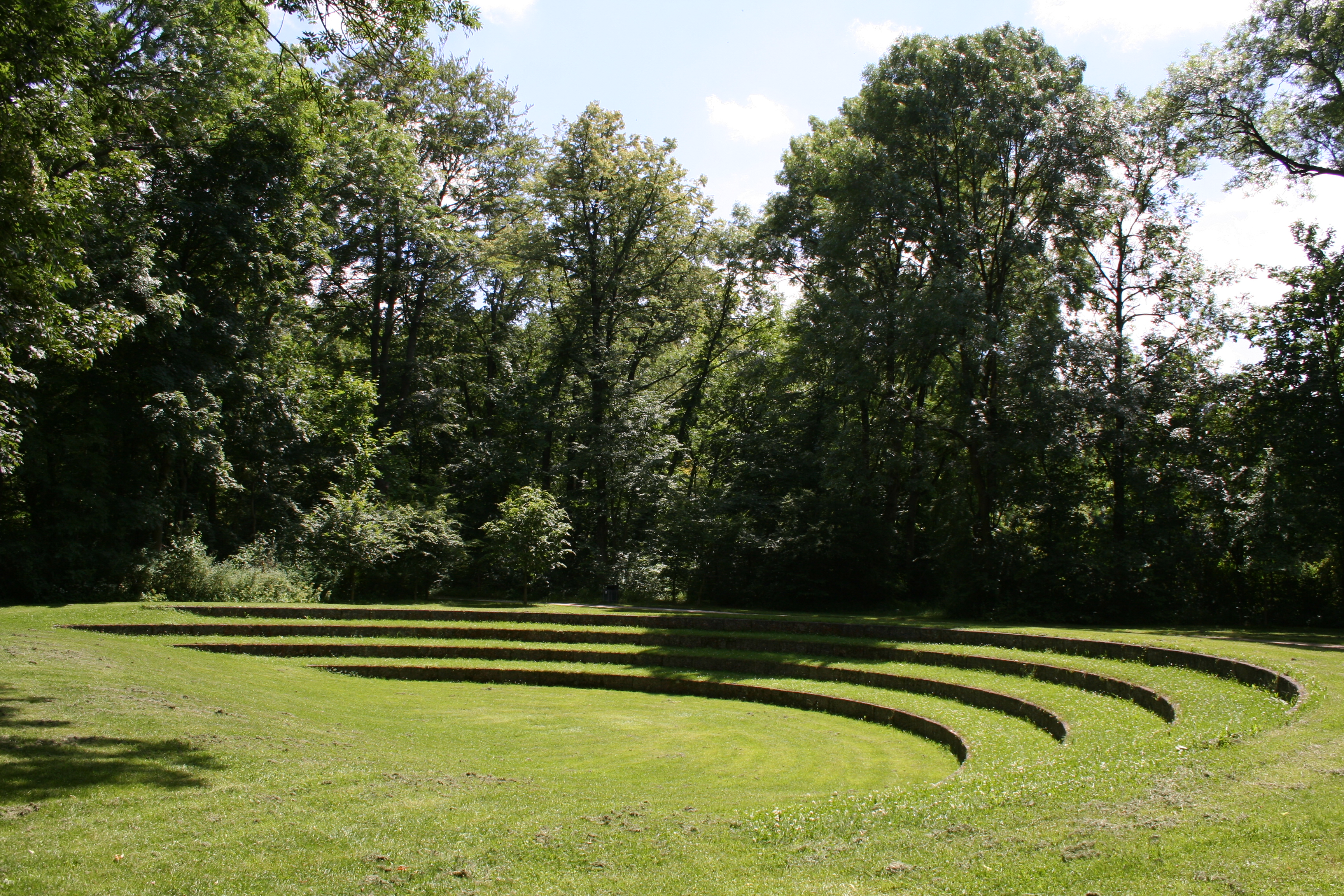
Amphitheater

Kể từ năm 1990 tại nhà hát ngoài trời (Amphitheater) của vườn Anh cứ mỗi cuối tuần vào tháng bảy nhóm Münchner Sommertheater trình diễn không tốn tiền một vở kịch hài hước cổ điển.

## Đường hầm cho quãng đường Vòng đai Giữa
Vườn Anh bị chia cắt thành hai bộ phận từ năm 1966 bởi Isarring (phần đường của Vòng đai Giữa). Từ năm 2010, một sáng kiến ủng hộ thống nhẩt phần Công viên Vườn Anh Nam và Hirschau để đưa lại Vườn Anh hình dạng ban đầu của nó. Để làm được chuyện này, phải xây một đường hầm dài 380 mét tại phần đường của Vòng đai Giữa, Isarring. Thành phố München vào mùa thu năm 2015 đòi hỏi sự tham gia của bang Bayern và các nhà tài trợ tư nhân để thực hiện dự án tốn khoảng 125 triệu euro. Vào tháng 7 năm 2016, chính phủ tiểu bang đồng ý chia sẻ chi phí với số tiền là 35 triệu euro. Thị trưởng Dieter Reiter chỉ đạo Văn phòng hoạch định München, trước dịp nghỉ hè 2017 trình dự thảo xây dựng đường hầm để Hội đồng thành phố có thể biểu quyết.